# Елеонора Джорджи
Елеонора Джорджи (на италиански: Eleonora Giorgi) е италианска актриса, режисьор, сценарист и продуцент.

## Биография
Елеонора Джорджи е родена на 21 октомври 1953 г. в Рим, Италия. Баща ѝ е от италиански и английски произход.  Майка ѝ е от италиански и унгарски произход. 

### Кариера
Дебютира в киното с второстепенна роля във филма на ужасите на Паоло Кавара „Тарантулата с черен корем“ (La tarantola dal ventre nero, 1970) и впоследствие се появява в близо петдесет филма, предимно в главни роли. Участва във филма на Доменико Паолела „Историята на затворената монахиня“ (Storia di una monaca di clausura, 1973), бележи дебюта ѝ в главна роля, когато е на осемнадесет години. След това тя участва в „Целувката“ (Il bacio), фантастична драма на режисьора Марио Ланфранки. Също така в този период тя участва в еротични комедии като „Плъзгането“ на Салваторе Сампери (La sbandata, 1974), в която играе с Доменико Модуньо и Лучана Палуци. 
Ролите и във филми като „Забравете Венеция“ (Dimenticare Venezia, 1979) на Франко Брузати,  „Адът“ (Inferno, 1980) на Дарио Ардженто, „Гола жена“ (Nudo di donna, 1980) на Нино Манфреди и „Отвъд вратата“ (Oltre la porta, 1980) на Лилиана Кавани (1982) са едни от най-известните и забележителни драматични изпълнения, но в началото на 1980-те Джорджи решава да се завърне отново към комедията. Тя е близо до Адриано Челентано в „Приказни ръце“ (Mani di fata, 1983) и „Гранд хотел екселсиор“ (Grand hotel excelsior, 1982). 
За изпълнението си в „Талк“ (Borotalco, 1982) на Карло Вердоне, тя печели наградата „Сребърна лента“ и наградата „Давид на Донатело“ за най-добра актриса.
През 2003 г. Джорджи пише сценаария и режисира първия си филм „Мъже и жени, любов и лъжи“ (Uomini & donne, amori & bugie) с участието на Орнела Мути.
Работи в радиото, участва в телевизионни предавания и телевизионни сериали.

### Личен живот
През 1979 г. Джорджи се омъжва за издателя Анджело Рицоли, имат син, развежда се с него през 1984 г. През 1988 г. тя напуска киното, живее със семейството и децата си във ферма. През 1993 г. се омъжва за италианския актьор Масимо Сиваро, имат син, като се развежда отново през 1996 г.
Джорджи се появява в списание „Плейбой“ през 1974 година.

## Избрана филмография
| година | филм               | оригинално заглавие  | роля          | режисьор      |
| ------ | ------------------ | -------------------- | ------------- | ------------- |
| 1979   | Един мъж на колене | Un uomo in ginocchio | Лучия Пералта | Дамяно Дамяни |

## Дискография
- „Каква среща / Лично съобщение“ (Quale appuntamento/Messaggio Personale) – Сингъл (Dischi Ricordi) (1981)